# Simone Grippo
Simone Damiano Grippo (Ettingen, 12 de dezembro de 1988) é um futebolista suíço que atua como zagueiro. Atualmente joga no Lausanne Sport.

## Carreira em clubes
Profissionalizou-se no Basel em 2006, sendo emprestado para Concordia Basel e Bellinzona.
Defendeu também Chievo Verona,[carece de fontes?] Piacenza, Lumezzane, Frosinone, Lugano, Servette, FC Vaduz, Real Zaragoza e Real Oviedo. Em 2021 assinou com o Lausanne Sport.

## Seleção Suíça
Descendente de italianos, Grippo defendeu as seleções de base da Suiça entre 2006 e 2010.

## Títulos
Lumezzane
- Coppa Italia Lega Pro: 2009–10

Vaduz
- Challenge League: 2013–14
- Taça do Liechtenstein: 2013–14, 2014–15, 2015–16, 2016–17